# 阿列伊斯克區

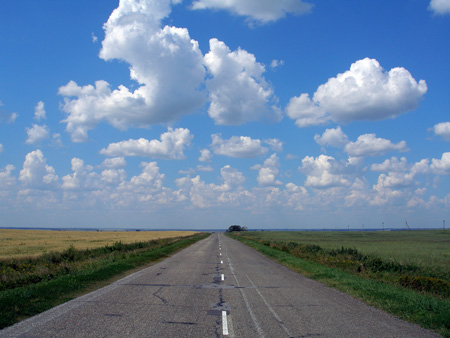

52°30′N 82°47′E / 52.500°N 82.783°E
阿列伊斯克區（俄语：Алейский район），是俄羅斯的一個區，位於該國南部，由阿爾泰邊疆區負責管轄，面積3,400平方公里，2010年人口16,800，人口密度每平方公里4.94人。